# Estadio Olímpico de Sochi
El Estadio Olímpico Fisht (en ruso: Олимпийский стадион «Фишт», Olimpiyskiy stadion "Fisht") es un estadio multiusos de Sochi, Rusia, y en él disputa sus partidos de local el PFC Sochi de la Liga Premier de Rusia. Fue inaugurado en 2013 y fue diseñado sobre la base de una concha de mar para recordar la gloria del arte Fabergé. El estadio, que tiene una capacidad de 48 000 espectadores sentados, acogió las ceremonias de apertura y clausura de los Juegos Olímpicos de Sochi 2014 y es una de las sedes de la Copa FIFA Confederaciones 2017 y de la Copa Mundial de Fútbol de 2018 en Rusia. Su nombre Fisht deriva del Monte Fisht.

## Construcción
Las paredes y el techo del estadio son de una superficie de vidrio continuo diseñado para reflejar la luz solar frente al mar durante el día. El cuenco se abre hacia el norte, lo que permite una visión directa de las montañas de Krásnaya Poliana, y la cubierta superior se abre hacia el sur, lo que permite una vista del mar Negro. El estadio ha sido diseñado por The Populous Sport Venue Event Company y Buro Happold. El diseño final fue presentado en septiembre de 2009.
Su costó de construcción es de $63.5 millones de dólares, el costo incluye trabajos temporales para las Olimpiadas. El estadio abrió en 2013. La instalación servirá como centro de ejercicio y sede de la Selección de fútbol de Rusia después de los Juegos.
- Año 2006. El presupuesto inicial fijaba el coste de la construcción en 1700 millones de rublos (unos 28 millones de dólares). El desarrollo del diseño arquitectónico estaba a cargo del estudio Populous, con experiencia de realizar este tipo de proyectos en Johannesburgo.
- Año 2008. Empezaron los trabajos de limpiar el territorio y compra de los solares. En 2008 el gobierno empezó a limpiar el territorio para el futuro estadio olímpico y a comprar los solares a los vecinos del lugar.
- Año 2010. Comienza la construcción del estadio Fisht. Para conmemorar el inicio de las obras, se colocó la cápsula simbólica con el mensaje: «Confiad en vuestras fuerzas y juntos triunfaremos».
- Año 2011. Se modificó el proyecto inicial. Según afirman algunas fuentes, las modificaciones se hicieron por instancia del director de la ceremonia de apertura de los Juegos Olímpicos, Konstantín Ernst.
- Año 2013. Finalización de las obras. La instalación fue puesta en marcha más tarde que otras instalaciones olímpicas.

### Características de la construcción
Las cubiertas de las tribunas occidental y oriental están hechas de tetrafluoretileno, un material transparente de alta resistencia y con propiedades anticorrosivas. La cancha está cubierta con dos tipos de césped, uno de crecimiento rápido para restaurar el césped después del juego y otro suave para la comodidad de los jugadores.
Según la clasificación internacional de la UEFA, posee la categoría 4 de estadios deportivos. 
La superficie del estadio Fisht es de 105×68 m. Cuenta con 4 tribunas: dos frontales, abiertas, y dos laterales, recubiertas con policarbonato transparente.

### Ubicación y cómo llegar
El estadio Fisht se encuentra en Sochi, en el Parque Olímpico, en el municipio de Adler, al sur del aeropuerto de Sochi, en la avenida Olímpica, 15. 
Al estadio se puede llegar en autobús: líneas 57, 117, 125, 134, 173. Circula el tren de cercanías Sochi-Adler-Parque Olímpico.

## Servicios para espectadores
El estadio Fisht ofrece los siguientes servicios adicionales: 
- Apoyo informativo brindado por voluntarios;
- Información (punto de registro de menores, punto para dejar los coches de niño, oficina de objetos perdidos);
- Consigna;
- Audioguías para las personas invidentes o con problemas de visión.

Además, las instalaciones están dotadas de asientos de tamaños mayores para personas con sobrepeso. Para las personas con diversidad funcional en las tribunas están previstas zonas especiales con espacios para la silla de ruedas y un acompañante.

## Uso después de los Juegos Olímpicos
El Estadio fue cerrado hasta 2017 para su reconstrucción cuyo coste, según los cálculos previos, no debía superar los 3.000 millones de rublos (unos 50 millones de dólares). Tras la liquidación de la empresa gestora Olimpstroy, el estadio se entregó para su reconstrucción al gobierno del Territorio de Krasnodar. El recinto volvió a ponerse en marcha el 10 de marzo de 2017, mientras el partido de inauguración, en el que empataron las selección de Rusia con la de Bélgica, tuvo lugar el 28 de marzo. El 23 de abril el Club de Fútbol Sochi celebró en el estadio el partido de la Liga Nacional de Fútbol de Rusia contra el Rotor de Volgogrado (3:3). El 2 de mayo de 2017 la instalación albergó la final de la Copa de Rusia 2016/17. El Lokomotiv de Moscú ganó al Ural de Ekaterimburgo con el tanteo 2:0.

### Seguridad
El 15 de marzo de 2017 el estadio obtuvo el pasaporte de seguridad que contiene descripción de todas las vía de evacuación, sistemas antiincendios y planes de liquidación de situaciones de emergencia. Dicho pasaporte es una confirmación legal de que Fisht esté preparado para acoger los partidos de la Copa de Confederaciones y el Campeonato Mundial de Fútbol en 2018. Durante los juegos del Mundial-2018 en el estadio funcionarán 2.000 cámaras, 600 efectivos del Ministerio ruso de Situaciones de Emergencia serán destinados para vigilar el orden público en Fisht.

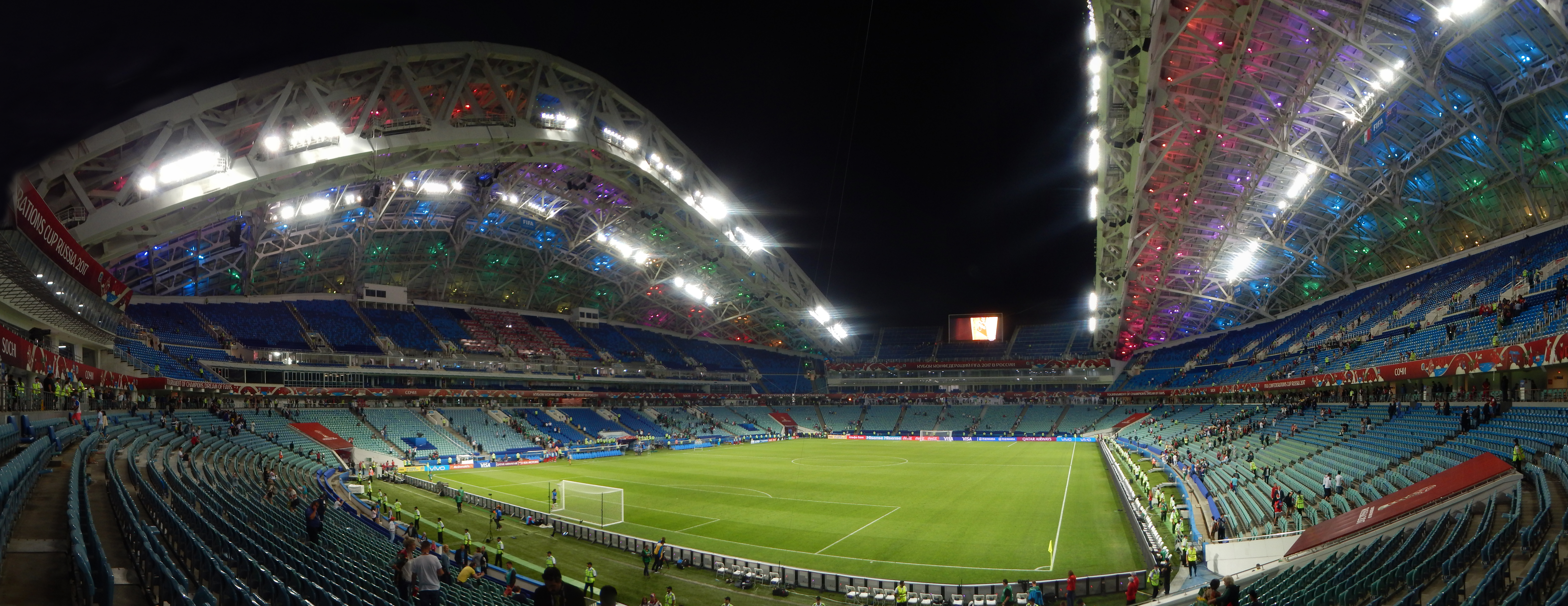
Panorámica del estadio.

## Eventos más importantes

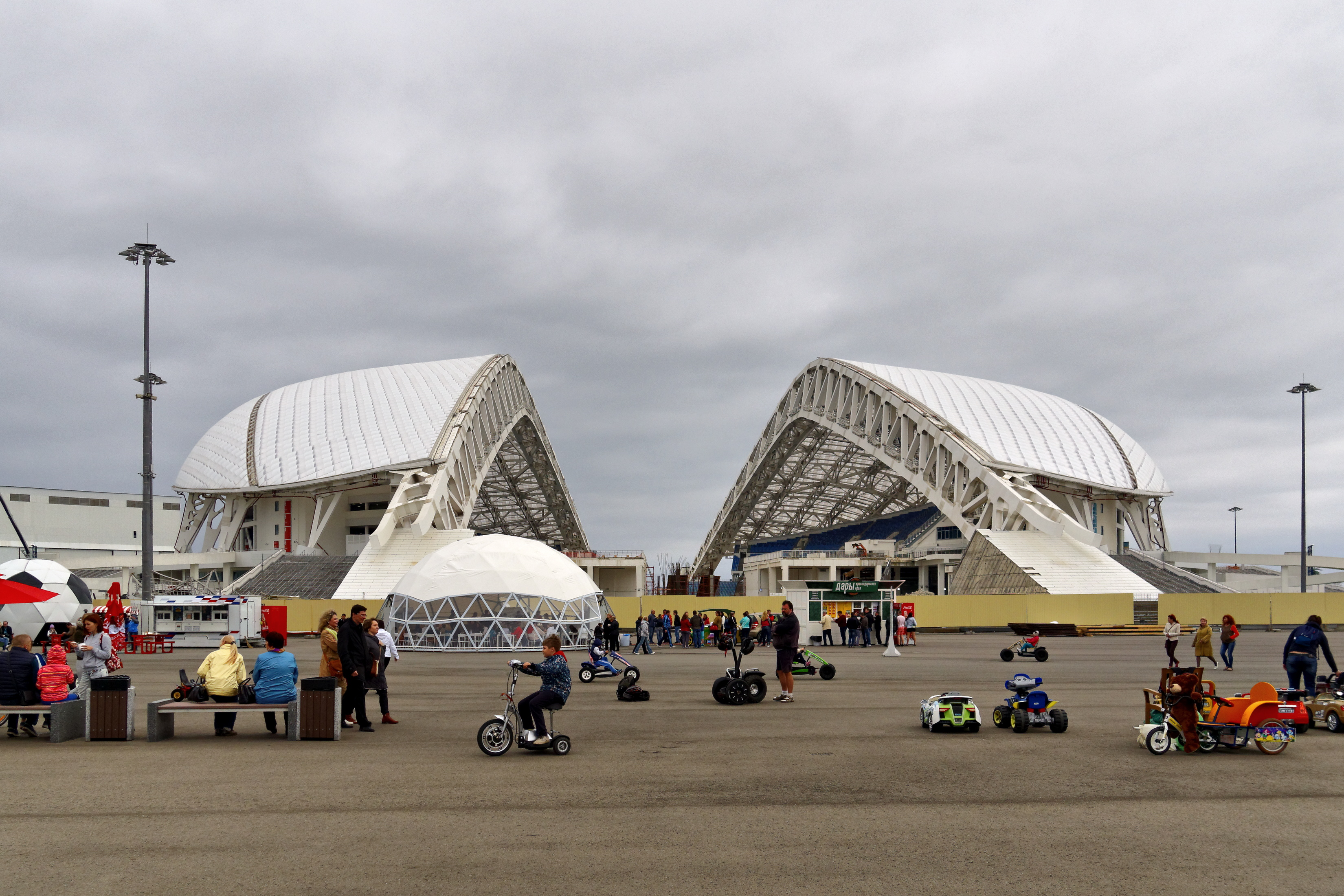
Exterior del estadio con su característico aspecto.

### Copa FIFA Confederaciones 2017
- El Estadio Olímpico de Sochi albergó cuatro partidos de la Copa FIFA Confederaciones 2017.
| Fecha               | Selección #1 | Resultado | Selección #2  | Ronda                 | Espectadores |
| ------------------- | ------------ | --------- | ------------- | --------------------- | ------------ |
| 19 de junio de 2017 | Australia    | 2 - 3     | Alemania      | Primera fase, Grupo B | 28 605       |
| 21 de junio de 2017 | México       | 2 - 1     | Nueva Zelanda | Primera fase, Grupo A | 25 133       |
| 25 de junio de 2017 | Alemania     | 3 - 1     | Camerún       | Primera fase, Grupo B | 30 230       |
| 29 de junio de 2017 | Alemania     | 4 - 1     | México        | Semifinal             | 37 923       |

### Copa Mundial de Fútbol de 2018

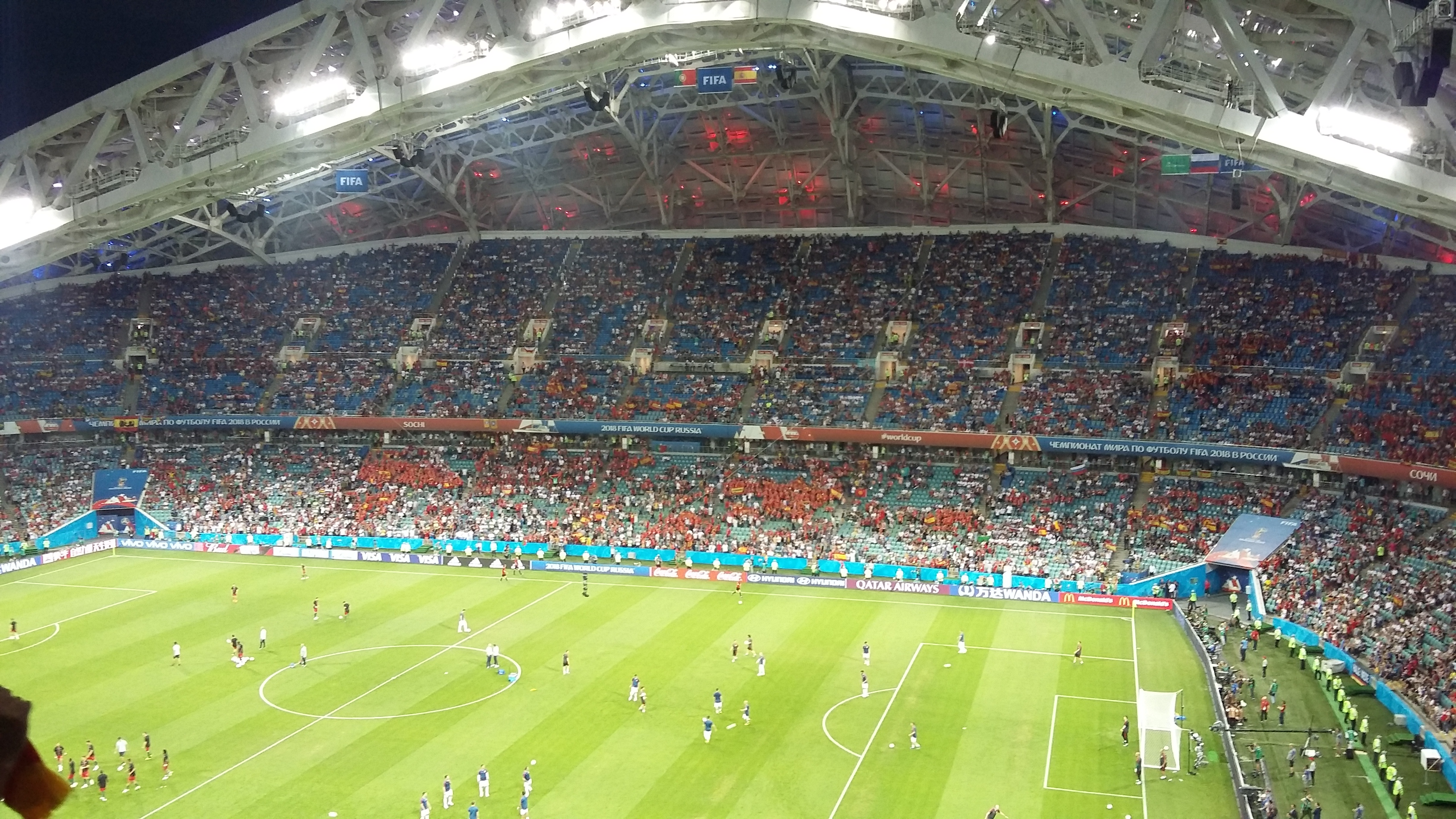
Partido entre y.

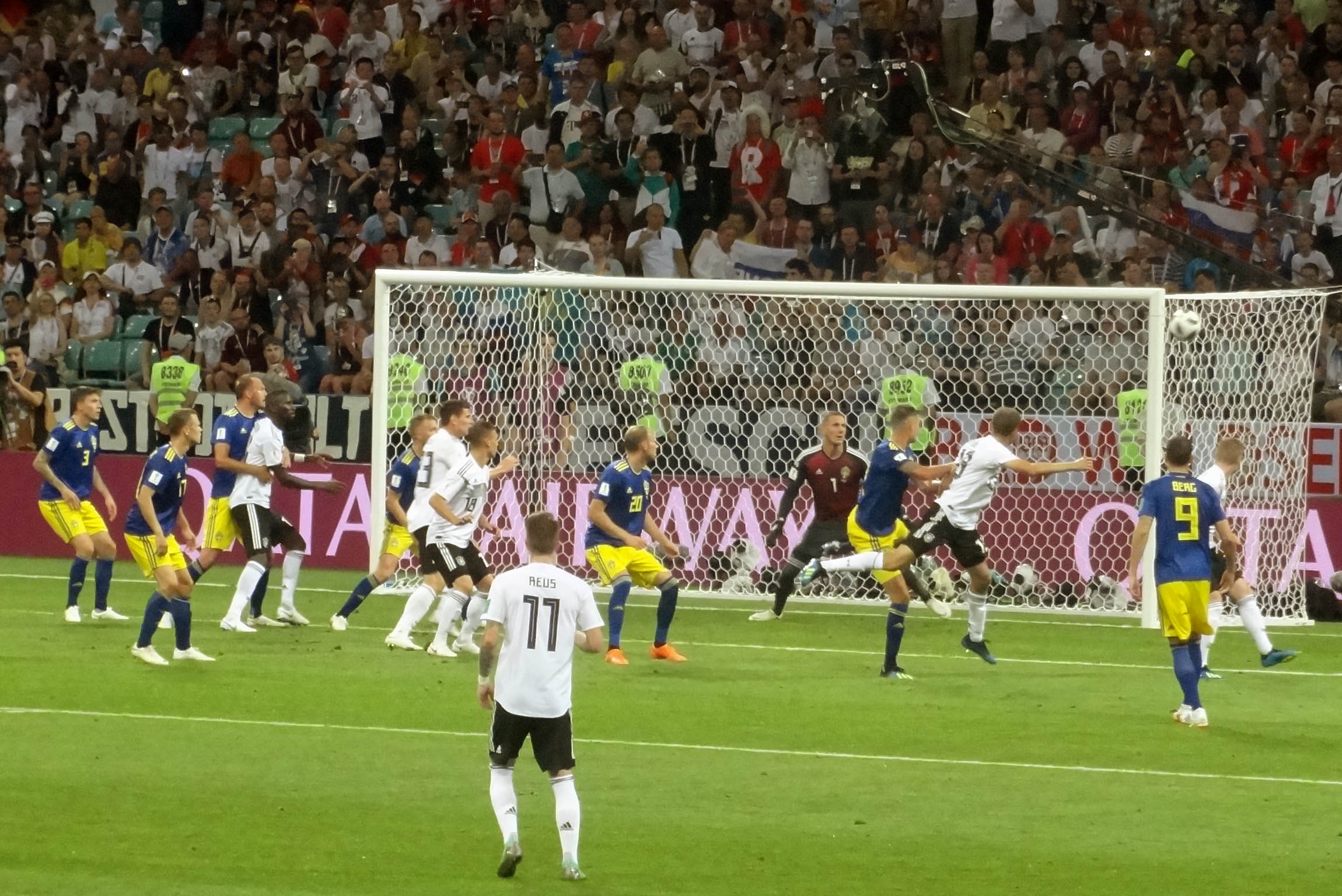
Partido entre y.

- El estadio albergó seis juegos de la Copa Mundial de Fútbol de 2018.
| Fecha               | Selección #1 | Resultado        | Selección #2 | Ronda                 | Espectadores |
| ------------------- | ------------ | ---------------- | ------------ | --------------------- | ------------ |
| 15 de junio de 2018 | Portugal     | 3 - 3            | España       | Primera fase, Grupo B | 43 866       |
| 18 de junio de 2018 | Bélgica      | 3 - 0            | Panamá       | Primera fase, Grupo G | 43 257       |
| 23 de junio de 2018 | Alemania     | 2 - 1            | Suecia       | Primera fase, Grupo F | 44 287       |
| 26 de junio de 2018 | Australia    | 0 - 2            | Perú         | Primera fase, Grupo C | 44 073       |
| 30 de junio de 2018 | Uruguay      | 2 - 1            | Portugal     | Octavos de final      | 44 287       |
| 7 de julio de 2018  | Rusia        | 2 - 2 (3–4 pen.) | Croacia      | Cuartos de final      | 44 287       |